# Ovisnosti
Ovisnost se u širem smislu može pisati kao bolesno stanje koje nastaje kao posljedica uzimanja nekih stvari (kava, nikotin, alkohol, droge, lijekovi itd.) ili upuštanja u određene aktivnosti (kockanje, surfanje na internetu, igranje igrica, gledanje televizije, korištenje Facebooka itd.) koje trenutno uzrokuju ugodu, ali čije dugotrajno i učestalno korištenje ometa normalne životne aktivnosti i narušava zdravlje. Za osobu koja je izgubila kontrolu nad vlastitim ponašanjem i koja zbog potrebe za osjećajem ugode unatoč posljedicama nanovo poseže za sredstvima ovisnosti ili određenim aktivnostima kažemo da je ovisnik. 
Različite vrste ovisnosti karakteriziraju točno određeni simptomi. Ipak, za sve je zajedničko da se tijekom vremena razvija tolerancija ili neosjetljivost zbog čega ovisnici imaju potrebu za sve većom količinom opojne tvari ili aktivnosti da bi se postigao osjećaj ugode. Ako ovisniku izostane uzimanje sredstava ovisnosti, dolazi do apstinencijske krize ili krize ustezanja. Prate je neugodni simptomi, kao što mučnine, poremećaj rada srca i krvnog tlaka, bolovi u mišićima, drhtavica, nemir, razdražljivost, nesanica i sl. Budući da je liječenje ovisnosti vrlo težak i dugotrajan proces, potrebno je raditi na njezinu sprečavanju (prevenciji)

## Nikotinizam - ovisnost o pušenju
Većina pušača, iako svjesna opasnosti udisanja duhanskog dima, redovito puši cigarete jer su ovisni o nikotinu i o ritualu pušenja. Unatoč tomu što zdravstvene organizacije naglašavaju štetno djelovanje duhanskog dima, što zakon regulira zabranu pušenja na javnim mjestima, što većina pušača ima želju za prestankom pušenja i unatoč činjenici da ih više milijuna godišnje doista pokuša prestati pušiti, ipak samo manje od 7% njih doista izdrži bez cigarete dulje od godinu dana. Istraživanja su pokazala da manje šanse za uspjeh imaju osobe dužeg pušačkog staža i one koje su počele pušiti u ranoj mladosti. 
Dim cigarete širi se zrakom te osim na pušače štetno djeluje i na osobe u njihovoj okolini. Pritom one postaju pasivni pušači. Osobito je štetno njegovo djelovanje na plod ako majka puši tijekom trudnoće.

### Kemijski sastav duhanskog dima:
Duhanski je dim smjesa koja sadrži više od 4000 za zdravlje štetnih kemijskih tvari. Najštetniji sastojci su nikotin, katran i ugljikov monoksid. 
Nikotin je uljasta, bezbojna tekućina karakteristična mirisa. Djeluje na živčani sustav uzrokujući ovisnost. Jedan je od najjačih otrova. Do mozga krvlju dolazi za 7 sekundi. Posljedice trovanja nikotinom su glavobolja, povraćanje, blijeda i znojna koža, ubrzano kucanje srca, vrtoglavica, a u najtežim slučajevima može doći do prestanka disanja i gubitka svijest. Osim na živčani, nikotin djeluje i na krvožilni sustav. Sužava krvne žile, povisuje krvni tlak i ubrzava rad srca. 
Katran je zajedničko ime za pedesetak različitih spojeva duhanskog dima. Njihovo je zajedničko svojstvo da se talože na stijenkama dušnika i plućnih mjehurića. Otežavaju disanje, zbog čega ih se organizam nastoji riješiti iskašljavanjem. Imaju kancerogeno djelovanje pa izazivaju rak. S obzirom na to da su katranski spojevi smeđe do crne boje, odgovorni su za karakterističan izgled pušačkih pluća.
Ugljikov monoksid je plin bez boje i mirisa. Poznat je pod svojim nazivom krvni otrov, jer je njegova sposobnost vezanje za crvene krvne stanice veća u odnosu na kisik. Stoga im umanjuje sposobnost prijenosa kisika do stanica. 

### Posljedice djelovanja duhanskog dima na organizam:
Mozak
- uzrokuje ovisnost, česte glavobolje i vrtoglavice, a dovodi se i u usku vezu s moždanim udarom,

Usna šupljina 
- pušači imaju žute zube i loš zadah, a nerijetko oboljevaju od raka usne šupljine i ždrijela.

Srce i krvne žile 
- sužava krvne žile, povisuje krvni tlak, ubrzava rad srca, uzrokuje bolesti srca i srčani udar.

Pluća
- otežava disanje, potiče kašalj, uzrokuje razvoj kronične bolesti i rak pluća.

Koža
- koža postaje suha, žuta i naborana, a nerijetko i neugodnog mirisa.

Mišići
- mišići pušača dobivaju manju količinu kisika te se pri vježbanju lakše umaraju.

## Alkoholizam - ovisnost o alkoholu
Nekontrolirano i redovito pijenje alkoholnih pića dovodi do razvoja bolesti alkoholozma. Osobu koja je ovisna o uzimanju alkohola i pokazuje poremećaje u ponašanju naziva se alkoholičarom. Ovisnost uzrokuje otrovna tvar, alkohol etanol koji je glavni sastojak svih alkoholnih pića. 
Glavna su obilježja alkoholizma: snažna želja (potreba) za alkoholom, gubitak kontrole pijenja nakon što se započne, tolerancija na alkohol, zanemarivanje radnih, obiteljskih i drugih obveza te nastavak pijenja unatoč nastalim promlemima 

### Posljedice djelovanja alkohola
redovito uzimanje alkoholnih pića dovodi do oštećenja cijelog organizma i promjena u ponašanju. Popijeni alkohol ulazi u krv i raznosi se do svih stanica tijela i tako djeluje na cijeli organizam prije nego što se razgradi. Brzina razgradnje ovisi o količini alkohola unesenog u organizam. Više od 90% alkohola razgrađuje se u jetri. Stoga pijenje alkohola nerijetko dovodi do propadanja jetre, tj. ciroze jetre. Ostatak alkohola izlučuje se znojem i mokraćom 
U malim količinama alkohol uzrokuje laganu opijenost, veselo i prijateljsko raspoloženje, pričljivost, osjećaj da se nešto može lakše napraviti iako u stvarnosti nije tako. Javlja se prividni osjećaj da su problemi nestali. Povećanjem količine popijenog alkohola smanjuje se oštrina vida, osoba postaje slobodnijeg ponašanja i hrabrija učiniti neke stvari koje se inače ne bi usudila. Zbog toga alkoholizirane osobe često uzrokuju prometne nesreće. Daljnim pijenjem alkohola osoba gubi ravnotežu, tetura, otežano diše, postaje agresivna, a u konačnici može doći do gubitka svijesti. 

### Posljedice djelovanja alkohola na organizam
Mozak 
- uzrokuje poremećaj ravnoteže, drhtanje ruku, usporene reflekse, iskrivljene vizije, gubitak pamćenja i nesvjesticu

Srce
- oštećuje krvne žile, povisuje krvni tlak i ubrzava rad srca

Jetra 
- uzrokuje hepatitis koji pogoduje razvoju ciroze jetre, često sa smrtnim ishodom. Povećava rizik od raka jetre

Želudac
- zbog visoke energetske vrijednosti može pridonijeti debljanju. Otrovan je te može potaknuti povraćanje. Zbog oslabljenog imuniteta alkoholičari su skloni upalama probavnih organa, a može uzrokovati čir i rak želudca.

Spolni organi 
- pojačana konzumacija alkohola može biti uzrokom bolnih i neredovitih menstruacija, izostanka erekcije, ali i neplodnost